# Municipio de Olive (condado de Ottawa)
El municipio de Olive (en inglés: Olive Township) es un municipio ubicado en el condado de Ottawa en el estado estadounidense de Míchigan. En el año 2010 tenía una población de 4735 habitantes y una densidad poblacional de 50,47 personas por km².

## Geografía
El municipio de Olive se encuentra ubicado en las coordenadas 42°53′46″N 86°5′8″O / 42.89611, -86.08556. Según la Oficina del Censo de los Estados Unidos, el municipio tiene una superficie total de 93.82 km², de la cual 93,71 km² corresponden a tierra firme y (0,11 %) 0,11 km² es agua.

## Demografía
Según el censo de 2010, había 4735 personas residiendo en el municipio de Olive. La densidad de población era de 50,47 hab./km². De los 4735 habitantes, el municipio de Olive estaba compuesto por el 86,19 % blancos, el 2,68 % eran afroamericanos, el 0,61 % eran amerindios, el 1,44 % eran asiáticos, el 7,29 % eran de otras razas y el 1,8 % eran de una mezcla de razas. Del total de la población el 15,46 % eran hispanos o latinos de cualquier raza.